# Eggert Gustavs

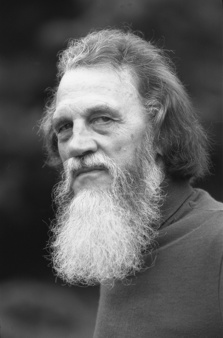
Eggert Gustavs, 1976

Eggert Gustavs (* 6. Oktober 1909 in Kloster (Insel Hiddensee); † 13. Januar 1996 in Neuruppin) war ein deutscher Maler und Grafiker. Er gehört zu den bedeutendsten Hiddenseer Künstlern. Sein Grab befindet sich auf dem Friedhof der Inselkirche in Kloster auf Hiddensee unter einem Findling mit eigenhändig gemeißeltem Signum.

## Leben
Eggert Gustavs wurde im Pfarrhaus von Kloster auf der Insel Hiddensee geboren. Er war der jüngste Sohn des Inselpastors und Altorientalisten Lic. Arnold Gustavs und dessen Frau Helene Gustavs, geb. Lützow. In den ersten Schuljahren wurde er mit den Geschwistern zu Hause von Privatlehrerinnen unterrichtet, mit neun Jahren kam er zum Schulbesuch nach Stralsund in ein Internat.
Eggert Gustavs’ Schulzeit, wie überhaupt sein ganzes weiteres Leben, war überschattet und geprägt durch vielerlei Krankheiten, die ihm oft monatelang – mit 17 Jahren nahezu ein Jahr – den Schulbesuch unmöglich machten und infolgedessen einen regulären Schulabschluss verhinderten.
Nach einer Tischlerlehre in Hamburg von 1928 bis 1930, die Vorbedingung für das Architekturstudium war, besuchte er bis 1932 die Landeskunstschule in Hamburg. Am Bauhaus in Berlin übte der Maler und Grafiker Wassily Kandinsky 1933 einen prägenden Einfluss auf ihn aus. Nach Schließung des Bauhauses im gleichen Jahr bildete er sich autodidaktisch zum Maler und Grafiker weiter.
Auf Hiddensee lernte er die Tänzerin, Tanzpädagogin und Choreografin Irene Tourneau (1909 – 1994) aus Neuruppin kennen. Beide heirateten 1934, lebten seitdem in Neuruppin als freischaffende Künstler und hatten sechs Kinder. Mit seiner Unterstützung gründete sie die „Schule für Gesellschaftstanz und Gymnastik“ im Haus ihrer Eltern, des Kaufmanns Wilhelm Tourneau und seiner Ehefrau Margarete, geborene Ebell, am Paradeplatz in Neuruppin.
Ab 1939 arbeitete er als Technischer Zeichner. 1942 wurde er zur Flak eingezogen und 1944 als „Vorgeschobener Beobachter“ an der Oder eingesetzt. Er wurde verwundet und als Kriegsgefangener nach Sibirien gebracht.
Nach der Heimkehr 1947 und Wiederaufnahme der Tätigkeit als freischaffender Künstler 1948 lebte und arbeitete er jeweils im Winterhalbjahr in Neuruppin und sommers auf Hiddensee. Eggert Gustavs starb 1996 in Neuruppin.

## Werk
Aquarell und Holzschnitt waren Gustavs’ wichtigste Ausdrucksmittel, aber auch mit Pinsel- oder Rohrfederzeichnung, Öl, Pastell, Bleistift, Glasdruck oder figürlichen Holzschnitzereien schuf er unverkennbar eigenständige Werke. Eine besondere Fertigkeit trat bei den Porträts und in der Karikatur zutage: Er hatte die ausgeprägte Begabung, Typisches mit knappen künstlerischen Mitteln festzuhalten. Ihn faszinierten, wie er formulierte, das „Gesicht der Landschaft“ und die „Landschaft des Gesichtes“.
Das Schaffen des Künstlers war vornehmlich durch seine Heimatinsel Hiddensee geprägt. Doch hat er auch in vielen Bildern die Ruhe und Beschaulichkeit der märkischen Landschaft, die Seen und Wälder der Ruppiner Schweiz, eingefangen, die Theodor Fontane in seinen „Wanderungen durch die Mark Brandenburg“ beschrieben hat.

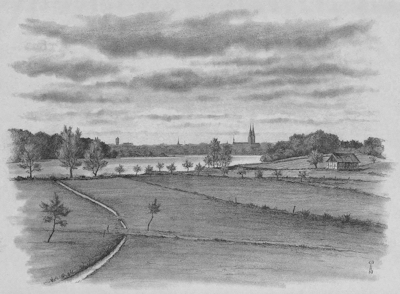
„Blick nach Neuruppin“, Bleistiftzeichnung 1939
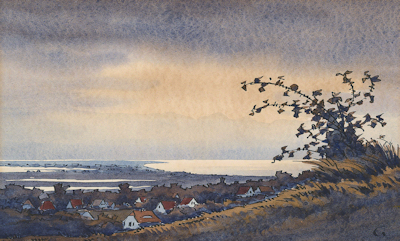
„Inselblick“, Aquarell etwa 1960
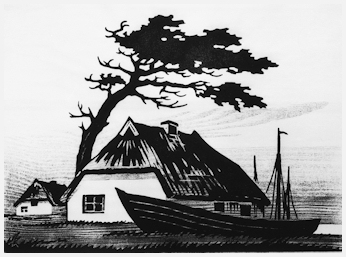
„Haus, Baum, Boot“, Holzschnitt 1960
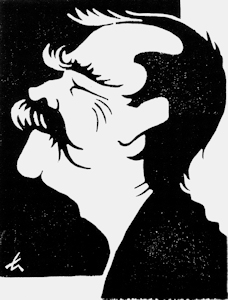
„Schauspielerporträt“, Linolschnitt 1949

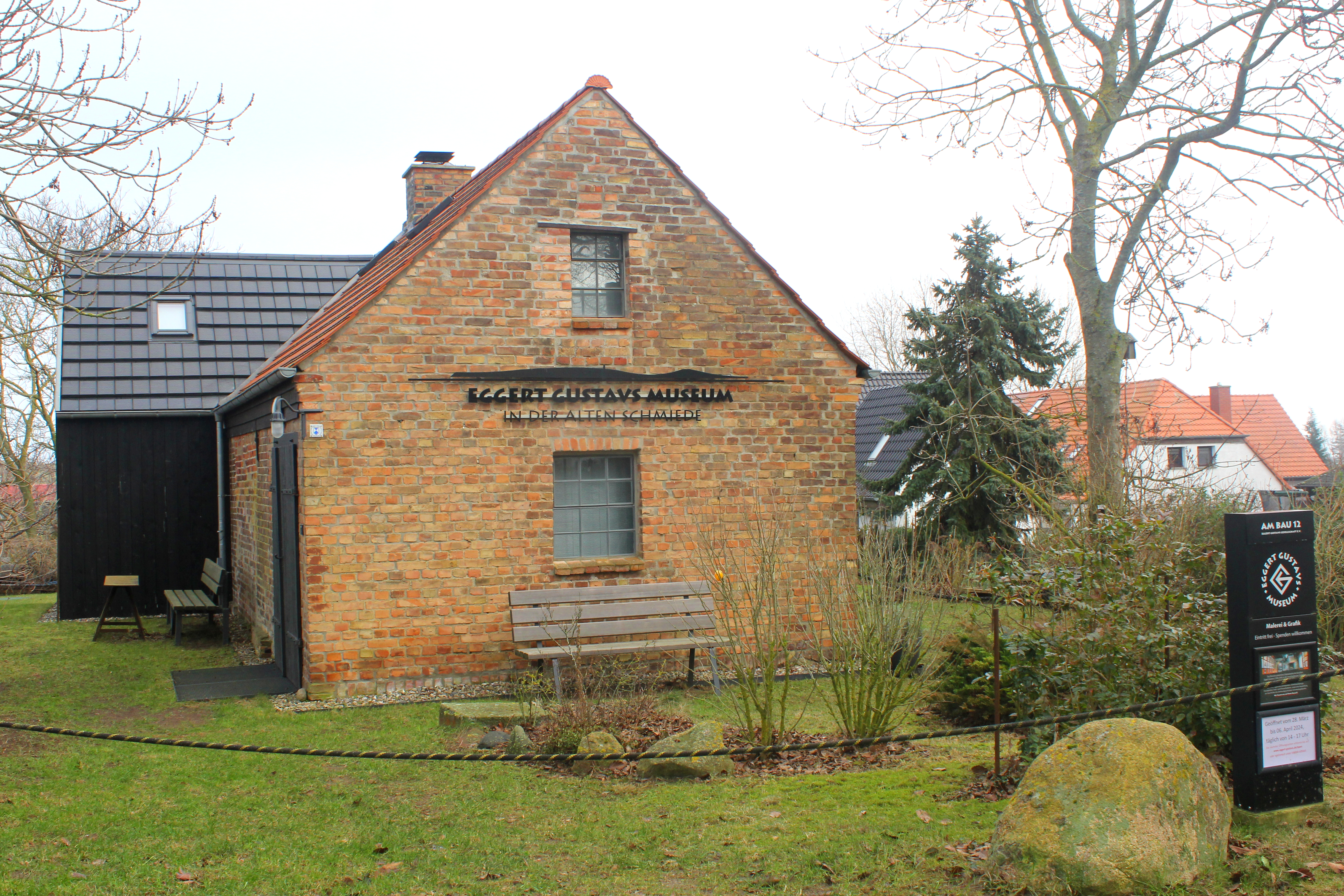
Eggert Gustavs Museum in der Alten Schmiede in Kloster auf Hiddensee

Von wenigen Ausnahmen abgesehen, beschränkte Gustavs sich bei seinen Bildern auf mittlere und kleinere Formate. Eggert Gustavs betonte oft, dass er keine Vorbilder, keine Lehrmeister hatte und brauchte, dass er keiner „Schule“ verhaftet war und sich autodidaktisch ausgebildet hat. Er schrieb einmal: „Ich begrüße es, mein Metier nicht studiert zu haben. So habe ich keine Not damit, eventuell Oktroyiertes wieder loszuwerden, um eindeutig ich selbst zu sein.“
Seine Bilder waren auf Ausstellungen in Potsdam, Rheinsberg, Schwerin, Remscheid, Neuruppin und Barcelona, aber vor allem auf Hiddensee zu sehen. Tausende von Besuchern haben im Laufe der Jahrzehnte die Dauerausstellung in seiner Künstlerklause im „Haus Gustavs“ in Kloster besucht. 2019 wurde in Kloster das Eggert Gustavs Museum in der Alten Schmiede eröffnet.
Einen bedeutenden Teil seines Schaffens hat Gustavs dem Heimatmuseum der Insel Hiddensee in Kloster übereignet. Eine weitere Sammlung ist noch im Familienbesitz, während ein großer Teil seiner Werke sich weit gestreut in Privathand befindet.